# 項澄
項澄，字秉弘，福建福州府福清县人，明朝政治人物。

## 生平
天順三年（1459年），己卯科福建乡试中舉。天顺四年（1460年）聯捷庚辰科進士，授南京户部主事，升郎中。成化十二年（1476年）任浙江溫州府知府。